# Kaplica św. Jacka w Tarnobrzegu
Kaplica św. Jacka w Tarnobrzegu – Sielcu – rzymskokatolicka kaplica powstała w 2. połowie XIX wieku. Rozbudowę świątyni dokonano w latach 80. XX wieku. Od 2008 roku w kaplicy znajdują się relikwie św. Jacka. Według tradycji, drewnianą kaplicę w tym miejscu postawił sam św. Jacek kiedy podróżował po Polsce (prawdopodobieństwo pojawienia się w tym miejscu Jacka Odrowąża jest dość duże, gdyż był on jednym z założycieli pobliskiego sandomierskiego konwentu św. Jakuba).